# Línea 109 (EMT Madrid)
La línea 109 de la EMT de Madrid une la Plaza de Ciudad Lineal con la calle Castillo de Uclés, en Simancas (San Blas-Canillejas).

## Características
La línea se creó el 1 de marzo de 1980 al finalizar el día anterior la concesión de la línea periférica P-9 entre Cruz de los Caídos y San Blas.
Esta línea tiene un itinerario corto que sirve para proporcionar comunicaciones al Barrio de Bilbao y al barrio de Simancas.
En sus orígenes, la línea comunicaba la Colonia de los Taxistas (Calle del Butrón, San Blas-Canillejas) con el Barrio de Bilbao pasando por la Cruz de los Caídos (actual Plaza de Ciudad Lineal), teniendo la cabecera en el corazón de este barrio, sin embargo este recorrido se vio recortado en 1998, momento en que la línea estableció su cabecera en la Plaza de Ciudad Lineal y amplió el recorrido dentro del Barrio de Bilbao hasta el cruce de la Calle de los Hermanos García Noblejas con la Avenida de Arcentales, en San Blas-Canillejas. En ese momento, buena parte del tramo que quedaba entre la Plaza de la Ciudad Lineal y la Colonia de los Taxistas fue asumido por la línea 105. En julio de 2010 la línea fue ampliada desde su cabecera en la Avenida de Arcentales hasta la calle Castillo de Uclés, en Simancas.

## Horarios
| Lunes a viernes laborables        |                                   |                                   |                                   |                                   |                                   |                                   |                                   |                                   |                                   |                                   |                                   |                                   |                                   |                                   |                                   |                                   |                                   |                                   |                                   |                                   |                                   |                                   |                                   |                                   |                                   |                                   |                                   |                                   |                                   |                                   |                                   |                                   |                                   |                                   |                                   |                                   |
| Ciudad Lineal > Castillo de Uclés | Ciudad Lineal > Castillo de Uclés | Ciudad Lineal > Castillo de Uclés | Ciudad Lineal > Castillo de Uclés | Ciudad Lineal > Castillo de Uclés | Ciudad Lineal > Castillo de Uclés | Ciudad Lineal > Castillo de Uclés | Ciudad Lineal > Castillo de Uclés | Ciudad Lineal > Castillo de Uclés | Ciudad Lineal > Castillo de Uclés | Ciudad Lineal > Castillo de Uclés | Ciudad Lineal > Castillo de Uclés | Ciudad Lineal > Castillo de Uclés | Ciudad Lineal > Castillo de Uclés | Ciudad Lineal > Castillo de Uclés | Ciudad Lineal > Castillo de Uclés | Ciudad Lineal > Castillo de Uclés | Ciudad Lineal > Castillo de Uclés | Castillo de Uclés > Ciudad Lineal | Castillo de Uclés > Ciudad Lineal | Castillo de Uclés > Ciudad Lineal | Castillo de Uclés > Ciudad Lineal | Castillo de Uclés > Ciudad Lineal | Castillo de Uclés > Ciudad Lineal | Castillo de Uclés > Ciudad Lineal | Castillo de Uclés > Ciudad Lineal | Castillo de Uclés > Ciudad Lineal | Castillo de Uclés > Ciudad Lineal | Castillo de Uclés > Ciudad Lineal | Castillo de Uclés > Ciudad Lineal | Castillo de Uclés > Ciudad Lineal | Castillo de Uclés > Ciudad Lineal | Castillo de Uclés > Ciudad Lineal | Castillo de Uclés > Ciudad Lineal | Castillo de Uclés > Ciudad Lineal | Castillo de Uclés > Ciudad Lineal | Castillo de Uclés > Ciudad Lineal |
| 06                                | 07                                | 08                                | 09                                | 10                                | 11                                | 12                                | 13                                | 14                                | 15                                | 16                                | 17                                | 18                                | 19                                | 20                                | 21                                | 22                                | 23                                | 05                                | 06                                | 07                                | 08                                | 09                                | 10                                | 11                                | 12                                | 13                                | 14                                | 15                                | 16                                | 17                                | 18                                | 19                                | 20                                | 21                                | 22                                | 23                                |
| 15 45                             | 15 40                             | 00 20 40                          | 00 20 40                          | 00 20 40                          | 00 20 40                          | 00 20 40                          | 00 20 40                          | 00 20 40                          | 00 20 40                          | 00 20 40                          | 00 20 40                          | 00 20 40                          | 00 20 40                          | 00 20 40                          | 00 20 40                          | 00 20 40                          | 05 30                             | 50                                | 20 45                             | 10 30 50                          | 10 30 50                          | 10 30 50                          | 10 30 50                          | 10 30 50                          | 10 30 50                          | 10 30 50                          | 10 30 50                          | 10 30 50                          | 10 30 50                          | 10 30 50                          | 10 30 50                          | 10 30 50                          | 10 30 50                          | 10 30 50                          | 10 35                             | 05                                |
| Sábados laborables                |                                   |                                   |                                   |                                   |                                   |                                   |                                   |                                   |                                   |                                   |                                   |                                   |                                   |                                   |                                   |                                   |                                   |                                   |                                   |                                   |                                   |                                   |                                   |                                   |                                   |                                   |                                   |                                   |                                   |                                   |                                   |                                   |                                   |                                   |                                   |                                   |
| Ciudad Lineal > Castillo de Uclés | Ciudad Lineal > Castillo de Uclés | Ciudad Lineal > Castillo de Uclés | Ciudad Lineal > Castillo de Uclés | Ciudad Lineal > Castillo de Uclés | Ciudad Lineal > Castillo de Uclés | Ciudad Lineal > Castillo de Uclés | Ciudad Lineal > Castillo de Uclés | Ciudad Lineal > Castillo de Uclés | Ciudad Lineal > Castillo de Uclés | Ciudad Lineal > Castillo de Uclés | Ciudad Lineal > Castillo de Uclés | Ciudad Lineal > Castillo de Uclés | Ciudad Lineal > Castillo de Uclés | Ciudad Lineal > Castillo de Uclés | Ciudad Lineal > Castillo de Uclés | Ciudad Lineal > Castillo de Uclés | Ciudad Lineal > Castillo de Uclés | Castillo de Uclés > Ciudad Lineal | Castillo de Uclés > Ciudad Lineal | Castillo de Uclés > Ciudad Lineal | Castillo de Uclés > Ciudad Lineal | Castillo de Uclés > Ciudad Lineal | Castillo de Uclés > Ciudad Lineal | Castillo de Uclés > Ciudad Lineal | Castillo de Uclés > Ciudad Lineal | Castillo de Uclés > Ciudad Lineal | Castillo de Uclés > Ciudad Lineal | Castillo de Uclés > Ciudad Lineal | Castillo de Uclés > Ciudad Lineal | Castillo de Uclés > Ciudad Lineal | Castillo de Uclés > Ciudad Lineal | Castillo de Uclés > Ciudad Lineal | Castillo de Uclés > Ciudad Lineal | Castillo de Uclés > Ciudad Lineal | Castillo de Uclés > Ciudad Lineal | Castillo de Uclés > Ciudad Lineal |
| 06                                | 07                                | 08                                | 09                                | 10                                | 11                                | 12                                | 13                                | 14                                | 15                                | 16                                | 17                                | 18                                | 19                                | 20                                | 21                                | 22                                | 23                                | 05                                | 06                                | 07                                | 08                                | 09                                | 10                                | 11                                | 12                                | 13                                | 14                                | 15                                | 16                                | 17                                | 18                                | 19                                | 20                                | 21                                | 22                                | 23                                |
| 15                                | 00 30                             | 00 30                             | 00 20 40                          | 00 20 40                          | 00 20 40                          | 00 20 40                          | 00 20 40                          | 00 20 40                          | 00 20 40                          | 00 20 40                          | 00 20 40                          | 00 20 40                          | 00 20 40                          | 00 20 40                          | 00 20 40                          | 00 20 40                          | 05 30                             | 50                                | 30                                | 00 30                             | 10 30 50                          | 10 30 50                          | 10 30 50                          | 10 30 50                          | 10 30 50                          | 10 30 50                          | 10 30 50                          | 10 30 50                          | 10 30 50                          | 10 30 50                          | 10 30 50                          | 10 30 50                          | 10 30 50                          | 10 30 50                          | 10 35                             | 05                                |
| Domingos y festivos               |                                   |                                   |                                   |                                   |                                   |                                   |                                   |                                   |                                   |                                   |                                   |                                   |                                   |                                   |                                   |                                   |                                   |                                   |                                   |                                   |                                   |                                   |                                   |                                   |                                   |                                   |                                   |                                   |                                   |                                   |                                   |                                   |                                   |                                   |                                   |                                   |
| Ciudad Lineal > Castillo de Uclés | Ciudad Lineal > Castillo de Uclés | Ciudad Lineal > Castillo de Uclés | Ciudad Lineal > Castillo de Uclés | Ciudad Lineal > Castillo de Uclés | Ciudad Lineal > Castillo de Uclés | Ciudad Lineal > Castillo de Uclés | Ciudad Lineal > Castillo de Uclés | Ciudad Lineal > Castillo de Uclés | Ciudad Lineal > Castillo de Uclés | Ciudad Lineal > Castillo de Uclés | Ciudad Lineal > Castillo de Uclés | Ciudad Lineal > Castillo de Uclés | Ciudad Lineal > Castillo de Uclés | Ciudad Lineal > Castillo de Uclés | Ciudad Lineal > Castillo de Uclés | Ciudad Lineal > Castillo de Uclés | Ciudad Lineal > Castillo de Uclés | Castillo de Uclés > Ciudad Lineal | Castillo de Uclés > Ciudad Lineal | Castillo de Uclés > Ciudad Lineal | Castillo de Uclés > Ciudad Lineal | Castillo de Uclés > Ciudad Lineal | Castillo de Uclés > Ciudad Lineal | Castillo de Uclés > Ciudad Lineal | Castillo de Uclés > Ciudad Lineal | Castillo de Uclés > Ciudad Lineal | Castillo de Uclés > Ciudad Lineal | Castillo de Uclés > Ciudad Lineal | Castillo de Uclés > Ciudad Lineal | Castillo de Uclés > Ciudad Lineal | Castillo de Uclés > Ciudad Lineal | Castillo de Uclés > Ciudad Lineal | Castillo de Uclés > Ciudad Lineal | Castillo de Uclés > Ciudad Lineal | Castillo de Uclés > Ciudad Lineal | Castillo de Uclés > Ciudad Lineal |
| 06                                | 07                                | 08                                | 09                                | 10                                | 11                                | 12                                | 13                                | 14                                | 15                                | 16                                | 17                                | 18                                | 19                                | 20                                | 21                                | 22                                | 23                                | 05                                | 06                                | 07                                | 08                                | 09                                | 10                                | 11                                | 12                                | 13                                | 14                                | 15                                | 16                                | 17                                | 18                                | 19                                | 20                                | 21                                | 22                                | 23                                |
|                                   | 30                                | 00 30                             | 00 20 40                          | 00 20 40                          | 00 20 40                          | 00 20 40                          | 00 20 40                          | 00 20 40                          | 00 20 40                          | 00 20 40                          | 00 20 40                          | 00 20 40                          | 00 20 40                          | 00 20 40                          | 00 20 40                          | 00 20 40                          | 05 30                             |                                   |                                   | 00 30                             | 10 30 50                          | 10 30 50                          | 10 30 50                          | 10 30 50                          | 10 30 50                          | 10 30 50                          | 10 30 50                          | 10 30 50                          | 10 30 50                          | 10 30 50                          | 10 30 50                          | 10 30 50                          | 10 30 50                          | 10 30 50                          | 10 35                             | 05                                |

## Recorrido y paradas

### Sentido Castillo de Uclés
La línea inicia su recorrido en las dársenas de la plaza de Ciudad Lineal, teniendo su cabecera en el mismo punto que las líneas 4, 77, 104 y 113 de la EMT, estableciendo correspondencia con estas líneas, la red de Metro de Madrid y otras líneas urbanas e interurbanas.
Al salir de las dársenas se incorpora a la calle de Alcalá en dirección oeste, que recorre hasta la intersección con la calle Gutierre de Cetina, donde gira a la izquierda para incorporarse a esta calle.
Recorre a continuación esta calle hasta girar a la derecha por la calle Vital Aza, por la cual llega a la intersección con la calle Ezequiel Solana girando a la izquierda de nuevo. La línea recorre entonces esta calle hasta el final, saliendo a la calle Arriaga, por la que circula brevemente para incorporarse a la calle Fernando Gabriel girando a la izquierda.
Circula brevemente por la calle Fernando Gabriel y gira a la derecha para tomar la calle Gandhi, que recorre entera girando al final de la misma a la derecha para circular por la calle de los Hermanos García Noblejas, que recorre hasta el cruce con la Avenida de Arcentales, donde efectúa un cambio de sentido para girar después por Castillo de Uclés para bajar hasta el número 49 de la calle, donde tiene su cabecera.
| Código | Parada                                  | Común con    | Conexiones con Metro | Otros |
| ------ | --------------------------------------- | ------------ | -------------------- | ----- |
| 1199   | CIUDAD LINEAL (dársenas plaza)          | 4 77 104 113 | Ciudad Lineal        |       |
| 2337   | Alcalá-Arcones Gil                      | 38 113       |                      |       |
| 2335   | Pueblo Nuevo                            | 38 113       | Pueblo Nuevo         |       |
| 4454   | Gutierre de Cetina-Alcalá               |              |                      |       |
| 4455   | Vital Aza-Ezequiel Solana               |              |                      |       |
| 3004   | Francisco Villaespesa-Ezequiel Solana   |              |                      |       |
| 3002   | Ezequiel Solana-Gonzalo de Berceo       |              |                      |       |
| 3000   | Ezequiel Solana-Arriaga                 |              |                      |       |
| 2997   | Fernando Gabriel                        |              | La Almudena          |       |
| 4456   | Gandhi-San Telesforo                    |              |                      |       |
| 4458   | Gandhi-Luis Ruiz                        |              |                      |       |
| 4460   | Gandhi-José Arcones Gil                 |              |                      |       |
| 5300   | Hermanos García Noblejas-Centro Salud   |              |                      |       |
| 5688   | Castillo Uclés-Hermanos García Noblejas |              |                      |       |
| 5689   | Castillo Uclés-Zaratán                  |              | Simancas             |       |
| 5690   | Castillo Uclés-Castillo de Simancas     |              |                      |       |
| 5691   | CASTILLO DE UCLÉS (N.º 49)              |              |                      |       |

### Sentido Ciudad Lineal
Desde el Nº49 de la calle del Castillo de Uclés, la línea sube por dicha calle para girar más tarde por Castillo de Madrigal de las Altas Torres, continuar por Castillo de Arévalo y girar a la izquierda al llegar a Hermanos García Noblejas. Más adelante gira a a la derecha por la Avenida de Francisco Largo Caballero e, inmediatamente, de nuevo a la derecha por José Arcones Gil. Tras unos metros de subida, gira a la izquierda por la calle Gandhi. Desde aquí, el recorrido es idéntico al de ida con una excepción. la línea circula por las calles Ascao y Emilio Ferrari en vez de circular por Gutierre de Cetina y Vital Aza.
| Código | Parada                                   | Común con    | Conexiones con Metro | Otros |
| ------ | ---------------------------------------- | ------------ | -------------------- | ----- |
| 5691   | CASTILLO DE UCLÉS (N.º 49)               |              |                      |       |
| 5692   | Castillo Uclés-Castillo de Simancas      |              |                      |       |
| 5693   | Castillo Uclés-Zaratán                   |              | Simancas             |       |
| 5694   | Castillo de Madrigal de las Altas Torres |              |                      |       |
| 4708   | Hermanos García Noblejas-Gandhi          | 4 38 48 70   |                      |       |
| 5695   | Hermanos García Noblejas-Arcentales      |              |                      |       |
| 5696   | Gandhi-José Arcones Gil                  |              |                      |       |
| 4459   | Gandhi-Luis Ruiz                         |              |                      |       |
| 4457   | Gandhi-San Telesforo                     |              |                      |       |
| 2996   | Fernando Gabriel                         |              | La Almudena          |       |
| 2999   | Ezequiel Solana-Arriaga                  |              |                      |       |
| 2876   | Ezequiel Solana-Pedro Antonio Alarcón    |              |                      |       |
| 3003   | Francisco Villaespesa-Ezequiel Solana    |              |                      |       |
| 4462   | Ascao                                    | 28           | Ascao                |       |
| 3005   | Emilio Ferrari-Vital Aza                 |              |                      |       |
| 2334   | Pueblo Nuevo                             | 38 113       | Pueblo Nuevo         |       |
| 2336   | Alcalá-Arcones Gil                       | 38 113       |                      |       |
| 1199   | CIUDAD LINEAL (dársenas plaza)           | 4 77 104 113 | Ciudad Lineal        |       |

## Galería de imágenes

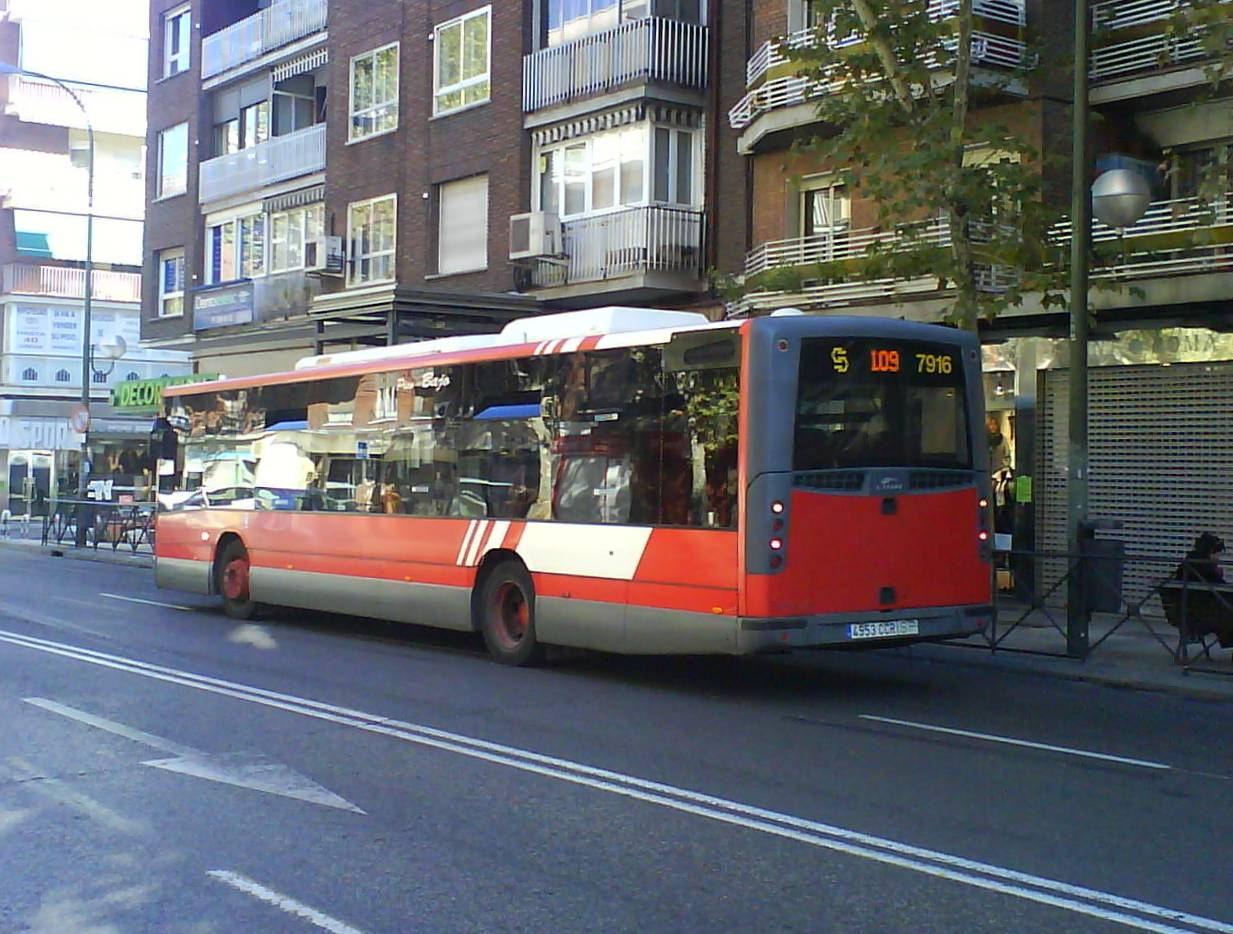
Autobús operando la línea 109 en la calle Alcalá a la altura de la estación de Pueblo Nuevo.
Mapa de la red de autobuses del barrio de Pueblo Nuevo.
Intercambiador de autobuses de Ciudad Lineal, que es una de las cabeceras de la línea 109.
Conexiones entre el metro y los autobuses en el entorno de la estación de Pueblo Nuevo.
Conexiones entre el metro y los autobuses en el entorno de la estación de Ascao.